# جاك جولد
جاك جولد (بالإنجليزية: Jack Gold)‏ هو مخرج بريطاني، ولد في 28 يونيو 1930 في لندن الكبرى في المملكة المتحدة، وتوفي في 9 أغسطس 2015.

## وصلات خارجية
- جاك جولد على موقع IMDb (الإنجليزية)
- جاك جولد على موقع ألو سيني (الفرنسية)
- جاك جولد على موقع أول موفي (الإنجليزية)
- جاك جولد على موقع قاعدة بيانات الأفلام السويدية (السويدية)
- جاك جولد على موقع قاعدة بيانات الفيلم (الإنجليزية)
- جاك جولد على موقع كينوبويسك (الروسية)